# Shrek (postać)
Shrek (niem. Schreck i jid. ‏שרעק‎ shrek – „strach, lęk”) – fikcyjna postać tytułowa z cyklu pełnometrażowych filmów animowanych Shrek produkcji amerykańskiej oraz z książki Shrek! stanowiącej dla nich pierwowzór.
W pierwszym filmie uwalnia ze strzeżonego przez Smoczycę zamku królewnę Fionę i bierze ją za żonę.

## Charakter
Shrek jest straszącym ludzi ogrem. Mieszka na bagnie, z dala od ludzi, jak i innych magicznych stworzeń. Jego bagno przyozdobione jest znakami mającymi odstraszać potencjalnych gości od dalszego zapuszczania się w głąb posesji. Shrek jest nieufny ludziom; jak wspomina w późniejszej części filmu: 

[...] to nie ja się tutaj czepiam, [...] to świat z jakiś względów musi się czepiać mnie. Ludzie widzą mnie i wrzeszczą [...], oceniają mnie choć nic o mnie nie wiedzą. Dlatego jestem sam.

Taki sposób podejścia do ogrów jest powszechny wśród ludzi świata przedstawionego – są powszechnie uznawane za gorszą od ludzi rasę barbarzyńców i nieczułych bestii; sam Lord Farquaad (i na krótko również Fiona), mówiąc o Shreku, używają formy „to”, jak i utwierdzają się w micie, jakoby ogry nic nie czuły. Lata bycia traktowanym i postrzeganym jako wielki zły ogr wykształciły w nim taki system reakcji obronnych, w którym to przyjmuje on tę narzuconą mu rolę i odstrasza innych od siebie, aby uniknąć możliwych rozczarowań.

## Wygląd
Shrek jest dużym, zielonym ogrem, ma szeroki nos, brązowe oczy i długie, cylindryczne uszy. Ma nadwagę, ale wykazuje się sporą sprawnością fizyczną, będąc w stanie choćby uciekać przed Smoczycą, nosząc równocześnie na ramieniu Fionę. Shrek nosi białą tunikę, brązowe nogawice, skórzane buty i rodzaj skórzanej kamizelki lub bolero.
Design filmowego Shreka prawdopodobnie był inspirowany wyglądem francuskiego wrestlera Maurice’a Tilleta lepiej znanego jako „Francuski Anioł”.